# Писково (Московская область)
Писково — деревня в Обушковском сельском поселении Истринского района Московской области. Население — 3 чел. (2010)., в деревне 3 улицы, зарегистрировано 4 садовых товарищества.
Расположено на окраине поселения, примерно в 30 км юго-восток от Истры, на обоих берегах реки Беляны (приток реки Истры), ближайшие селения — Воронино на север и Липки Одинцовского района на юг, высота над уровнем моря 158 м.

## Население
| 2002 | 2006 | 2010 |
| ---- | ---- | ---- |
| 5    | ↘2   | ↗3   |